# Samuel Preiswerk

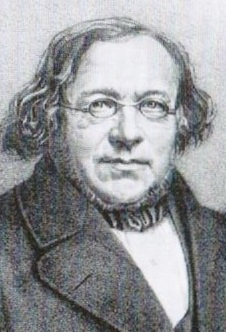
Samuel Preiswerk, etwa 1850

Samuel Preiswerk (* 19. September 1799 in Rümlingen; † 13. Januar 1871 in Basel) war ein Schweizer reformierter Theologe, Pfarrer und Kirchenlieddichter.

## Leben
Samuel Preiswerk studierte in Basel und Erlangen. Während seines Studiums wurde er im Winter-Semester 1821/22 Mitglied der Erlanger Burschenschaft. Er übernahm 1822 ein Vikariat in Biel-Benken. Zwei Jahre später wurde er Pfarrer in einem Waisenhaus und 1828 Lehrer in einem Missionshaus. Während dieser Zeit schrieb er bereits einige Kirchenlieder, die ihn später international bekannt machten. Im Jahr 1830 wurde er Pfarrer in Muttenz. Das Amt wurde ihm aber bald darauf entzogen, weil er sich weigerte, revolutionsfreundliche Gebete zu sprechen. Lehrer der Theologischen Schule der Evangelischen Gesellschaft in Genf wurde er im Jahre 1834. Dort erschien seine Hebräische Grammatik, geschrieben in französischer Sprache, die vier Auflagen hatte. Weil er den Kontakt zu Vertretern des Irvingianismus nicht aufgeben wollte, verliess er die Gesellschaft 1837 wieder.
Preiswerk zog nach Basel und wurde 1839 Dozent für die hebräische Sprache und Literatur und 1840 Pfarrer der Leonhardskirche. Ab 1859 war er Pfarrer der Münstergemeinde, wo er Antistes, Vorsteher des städtischen Kirchen- und Schulwesens, wurde. In Basel veröffentlichte er von 1838 bis 1843 die Zeitschrift Das Morgenland. Altes und Neues für Freunde der Heiligen Schrift. 1860 ernannte ihn die Universität Basel zum Ehrendoktor der Theologie.

## Werke (Auswahl)
- Grammaire hébraïque précédé d'un précis historique sur la langue hébraïque
- Paradigmes du verbe parfait, des verbes imparfaits et des noms de la langue hébraïque, extraits de la grammaire hébraïque
- Die Sach ist dein, Herr Jesu Christ (1829; RG 801, EG Württemberg 593, MG 427)